# Diosma prama
Diosma prama är en vinruteväxtart som beskrevs av I. Williams. Diosma prama ingår i släktet Diosma och familjen vinruteväxter. Inga underarter finns listade i Catalogue of Life.